# 最後一戰 (電視劇)
《最後一戰》（英語：Halo）是一部美國的軍事科幻電視劇，改編自Bungie的電子遊戲《最後一戰》。該劇的故事主軸為「一場史詩般的26世紀人類與被稱為『星盟』的外來威脅間的衝突。《最後一戰》將透過動作、冒險和對未來有著豐富想像的視覺所編織出令人印象深刻的個人故事。」
該劇於2022年3月24日在Paramount+首播。在首播前，續訂了第二季。2024年7月，本劇在第二季後被取消。

## 演員

### 主要
- 帕布羅·薛伯飾演士官長約翰-117
- 娜塔莎·麥克洪飾演凱瑟琳·海希博士（Dr. Catherine Halsey）
- 葉林·韓飾演關·韓（Kwan Ha）
- 查莉·墨菲（英语：Charlie Murphy (actress)）飾演瑪姬（Makee）
- 莎班娜·亞茲米飾演瑪格麗特·帕拉貢斯基上將（Admiral Margaret Paragonsky）
- 博金·伍德賓（英语：Bokeem Woodbine）飾演索倫-066（Soren-066）
- 凱特·肯尼迪（Kate Kennedy）飾演凱-125（Kai-125）
- 娜塔莎·庫爾扎克（Natasha Culzac）飾演莉茲-028（Riz-028）
- 班特利·卡盧（Bentley Kalu）飾演范納克-134（Vannak-134）
- 傑斯·泰勒·利奇威（Jesse Tyler Ridgway）飾演年輕的士官長

### 配音
- 珍·泰勒飾演可塔娜（英语：Cortana (Halo)）

## 集數
| 季數 | 集数 | 集数 | 上線日期      | 上線日期      |
| 季數 | 集数 | 集数 | 首映          | 季终          |
| ---- | ---- | ---- | ------------- | ------------- |
| 1    | 9    | 9    | 2022年3月24日 | 2022年5月19日 |
| 2    | 8    | 8    | 2024年2月8日  | 2024年3月21日 |

### 第一季（2022年）
| 總集數 | 集數 （季） | 標題 | 導演            | 編劇                            | 上線日期      |
| ------ | ----------- | ---- | --------------- | ------------------------------- | ------------- |
| 1      | 1           | 接觸 | 奧托·巴瑟斯特   | 凱爾·基倫、史蒂芬·凱恩          | 2022年3月24日 |
| 2      | 2           | 脫離 | 奧托·巴瑟斯特   | 凱爾·基倫、史蒂芬·凱恩          | 2022年3月31日 |
| 3      | 3           | 出現 | 羅依·羅尼       | 凱爾·基倫、史蒂芬·凱恩          | 2022年4月7日  |
| 4      | 4           | 歸來 | 羅依·羅尼       | 潔絲汀·尤爾·吉爾默、史蒂芬·凱恩 | 2022年4月14日 |
| 5      | 5           | 面對 | 強納森·李伯斯曼 | 理查·E·羅賓斯、史蒂芬·凱恩      | 2022年4月21日 |
| 6      | 6           | 慰藉 | 強納森·李伯斯曼 | 絲卡·路易沙、史蒂芬·凱恩        | 2022年4月28日 |
| 7      | 7           | 傳承 | 潔西卡·洛瑞     | 史蒂芬·凱恩                     | 2022年5月5日  |
| 8      | 8           | 效忠 | 強納森·李伯斯曼 | 潔絲汀·尤爾·吉爾默、史蒂芬·凱恩 | 2022年5月12日 |
| 9      | 9           | 超然 | 強納森·李伯斯曼 | 史蒂芬·凱恩                     | 2022年5月19日 |

### 第二季（2024年）
| 總集數 | 集數 （季） | 標題 | 導演          | 編劇             | 上線日期      |
| ------ | ----------- | ---- | ------------- | ---------------- | ------------- |
| 10     | 1           |      | 德布斯·佩特森 | 大衛·維納        | 2024年2月8日  |
| 11     | 2           |      | 德布斯·佩特森 | 阿馬杜·加巴      | 2024年2月8日  |
| 12     | 3           |      | 克雷格·齊斯克 | 瑪莉莎·穆克吉    | 2024年2月15日 |
| 13     | 4           |      | 克雷格·齊斯克 | 湯姆·海明斯      | 2024年2月22日 |
| 14     | 5           |      | 奧托·巴瑟斯特 | 巴瑟·李·克萊門達 | 2024年2月29日 |
| 15     | 6           |      | 奧托·巴瑟斯特 | 莎拉·麥卡倫      | 2024年3月7日  |
| 16     | 7           |      | 丹妮·高登     | 阿馬杜·加巴      | 2024年3月14日 |
| 17     | 8           |      | 丹妮·高登     | 大衛·維納        | 2024年3月21日 |

## 製作

### 發展
2013年5月21日，宣布史蒂芬·史匹柏將透過他的製片公司安培林電視公司來製作Xbox娛樂工作室的電子遊戲《最後一戰》的改編電視劇。2014年，Xbox娛樂工作室關閉後，其製作轉移至有線電視網Showtime；自此，該頻道花了近四年的時間來發展該項目。
2018年6月28日，宣布Showtime已批准第一季共10集劇集的製作。該劇由凱爾·基倫編劇和主導，並將與魯柏·華爾特一同擔任製片人和多集的導演；而參與的製作公司包括了343工作室和安培林電視公司。2018年12月，由於該項目延期使得華爾特不得不退出。2019年2月21日，奧托·巴瑟斯特接手了華爾特的職務。4月17日，據報導，演員帕布羅·薛伯將飾演士官長。

### 拍攝
第一季的主要拍攝原定於2018年底開始，之後延期。

## 外部連結
- 互联网电影数据库（IMDb）上《最後一戰》的资料（英文）
- 官方网站 （页面存档备份，存于）
- 豆瓣电影上《最後一戰》的資料 （简体中文）